# Børsen
Børsen (dansko za 'borza'), znana tudi kot Børsbygningen (Stavba borze), je borza iz 17. stoletja v središču Københavna. Zgodovinska stavba stoji poleg palače Kristijansborg, sedeža danskega parlamenta, na otoku Slotsholmen. Børsen, priljubljena turistična atrakcija, je najbolj poznana po svojih značilnih zvonikih, oblikovanik kot repi štirih zmajev, prepletenih skupaj, ki dosegajo višino 56 metrov.
Stavba, zgrajena med vladavino Kristijana IV. v letih 1619–1640, velja za vodilni primer nizozemskega renesančnega sloga na Danskem. Je varstveno zaščiten objekt.
Borzo je 16. aprila 2024 prizadel hud požar, med katerim se je podrl zvonik.

## Zgodovina
Børsen je načrtoval Kristijan IV. kot del svojega načrta za krepitev vloge Københavna kot središča trgovine v Severni Evropi. Mesto na severni strani nasipa, ki je povezovalo København z novim tržnim mestom Christianshavn, ki je bilo načrtovano na predelanem zemljišču ob obali Amagerja. Kralj je zadolžil Lorenza van Steenwinckla za načrtovanje nove stavbe, vendar je Steenwinckel kmalu zatem umrl. Nalogo so nato predali njegovemu bratu Hansu van Steenwincklu.
Najprej je bilo treba pripraviti lokacijo, saj se nasip še ni stabiliziral. Gradnja stavbe se je začela leta 1620 in je bila v veliki meri dokončana leta 1624 z izjemo zvonika (nameščenega leta 1625) in podrobnosti vzhodnega zatrepa (dokončanega leta 1640). Stavba je vsebovala 40 trgovskih pisarn v pritličju in en večji prostor v zgornjem nadstropju. Stavba je bila v poznih 1620-ih v uporabi kot tržnica.
Leta 1647 je Kristijan IV. prodal stavbo trgovcu Jacobu Madsenu za 50.000 danskih rigsdalerjev. Friderik III. Danski je pozneje ponovno pridobil stavbo od Madsenove vdove.
Stavbo je leta 1745 obnovil Nicolai Eigtved.

### 19. in 20. stoletje
Notranjost stavbe je bila prenovljena leta 1855. Leta 1857 je Friderik VII. Danski prodal stavbo družbi Grosserer-Societetet za 70.000 rigsdalerjev.
V stavbi je bila do leta 1974 Danska borza. Leta 1918 so brezposelni anarhisti napadli Børsen, napad, ki je šel v danske zgodovinske knjige kot stormen på Børsen (Nevihta borze).

## Ahitektura
Borzo sta zgradila arhitekta Lorenz van Steenwinckel in Hans van Steenwinckel mlajši. Borza je med turisti najbolj znana po zavitem stolpu. Zmajev zvonik, kot se imenuje, je iz leta 1625 in je zasnovan kot štirje zmajevi repi, ki se zvijajo drug okoli drugega. Vrh ima tri krone, ki simbolizirajo kraljestvo Danske, Norveške in Švedske. Leta 1775 je bil zgrajen nov zvonik približno tako kot stari, ker je obstajala nevarnost, da se zruši. Sam zvonik naj bi varoval hišo pred sovražnimi udarci in ognjem. Borza je večkrat preživela požare, ki so bili v bližini. Kristijansborg je gorel večkrat, sosednja stavba Privatbanken je gorela, prav tako Proviantgården v Slotsholmsgade leta 1992. Borza je dolga približno 128 metrov in široka 21 metrov. Današnji videz stavbe je iz leta 1883. Občasno je prišlo do manjših sprememb.

## Umetnost
V Børsenu je več umetnin, veliko število portretov, tako portretov posameznikov kot skupinskih portretov, pa tudi štiri karikature Lorenza Frølicha v risbah z ogljem štirih vrlin: delo, pravičnost, pogum in ljubezen. Ampak najprej P. S. Krøyerjev veliki skupinski portret Fra Københavns Børs (Z borze v Kopenhagnu) in tudi nova izdaja borznega portreta Thomasa Klugeja s 13 člani odbora iz gospodarske zbornice. Poleg tega C. F. Høyerjeva slika Kristijan IV. daje Tygu Braheju zlato verigo iz leta 1810, sliko Morska slika Antona Melbyeja iz leta 1863, Morske kose Christiana Mølsteda iz leta 1890 in Kopalce na plaži Williama Scharffa iz leta 1939.

## Trenutna uporaba
Stavba zdaj služi kot sedež Danske gospodarske zbornice (Dansk Erhverv).

## V popularni kulturi
Børsen je lokacija, kjer Holm-Hansen izroči Bedford Diamonds arabskemu šejku v filmu Olsen-banden iz leta 1974 Zadnji podvigi tolpe Olsen.